# Cosa en si

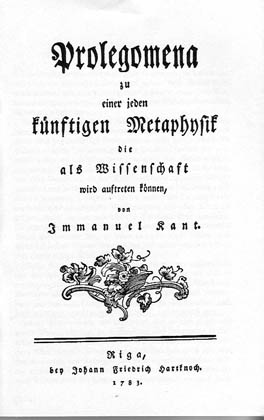
Portada de l'edició original de 1783

En la filosofia kantiana, la cosa en si (en alemany: Ding an sich) és l'estat dels objectes tal com són, independentment de la seva representació i observació. El concepte de la «cosa en si» introduït per Immanuel Kant ha estat conflictiu des de la seva formulació i ha creat controvèrsia entre filòsofs posteriors. Està estretament relacionat amb el concepte kantià dels noümen, o objectes d'investigació, en oposició al fenomen, les seves manifestacions.

## Filosofia kantiana
En la seva doctrina de l'idealisme transcendental, Kant argumenta que la suma de tots els objectes, el món empíric, és un complex d'aparences l'existència i connexió de les quals només es produeix en les nostres representacions d'elles. Kant formula la «cosa en si» de la següent manera:
| «                                 | I nosaltres, en efecte, considerant correctament els objectes dels sentits com a simples aparences, confessem per això que es basen en una cosa en si, encara que no coneixem aquesta cosa tal com és en si mateixa, sinó que només coneixem les seves aparences, és a dir, la manera en què els nostres sentits es veuen afectats per aquesta cosa desconeguda. | » |
| — Immanuel Kant, Prolegomena § 32 | |   |

## Crítica

### F. H. Jacobi
El primer a criticar el concepte de la «cosa en si» va ser Friedrich Heinrich Jacobi, amb l'expressió:
| « | No podria entrar en el sistema sense assumir el concepte de la cosa-en-si i, per altra banda, no podria romandre-hi amb aquest concepte. | » |

### G. E. Schulze
L'obra publicada de manera anònima Enesidemus va ser un dels atacs més reeixits contra el projecte de Kant. Segons l'ensenyament de Kant, les coses en si mateixes no poden causar aparences, ja que la categoria de causalitat només pot trobar aplicació en objectes de l'experiència. Kant, per tant, no té dret a reclamar l'existència de coses en si mateixes.
Posteriorment, aquesta contradicció va ser generalment acceptada com el principal problema de la «cosa en si». Aquest atac escèptic contra el concepte kantià va tenir un gran impacte en Johann Gottlieb Fichte i Arthur Schopenhauer, segons Gottlob Ernst Schulze, que finalment es va revelar com l'autor "més agut" dels oponents de Kant.

### Fichte
Inicialment Johann Gottlieb Fichte va abraçar la filosofia kantiana, inclosa la »cosa en si», però el treball de Schulze el va fer revisar la seva posició.
| « | Enesidemus, que considero un dels productes més notables de la nostra dècada, m'ha convençut d'una cosa que, certament, jo ja sospitava: que fins i tot després dels treballs de Kant i Reinhold, la filosofia encara no és una ciència. Enesidemus ha sacsejat el meu propi sistema fins als seus mateixos fonaments i, com que no es pot viure molt bé a la intempèrie, m'he vist obligat a construir un nou sistema. Estic convençut que la filosofia només pot esdevenir una ciència si es genera a partir d'un sol principi, però que llavors hauria de ser tan evident com la geometria. | » |

El sistema que Fichte va publicar posteriorment, Fonaments de tota la ciència del coneixement (Grundlage der gesammten [sic] Wissenschaftslehre,1794-95, 2a ed. 1802, primera gran exposició de Fichte de la Wissenschaftlehre), descarta la «cosa en si».

### Schopenhauer
A la seva Crítica de la filosofia kantiana adjunta a El món com a voluntat i representació (1818), Arthur Schopenhauer estava d'acord amb els crítics que la manera en què Kant havia introduït la «cosa en si» era inadmissible, però considerava que Kant tenia dret a afirmar-ne l'existència i va elogiar la distinció entre la «cosa en si» i l'aparença com el màxim mèrit de Kant. Tal com va escriure al volum 1 del seu Parerga i Paralipomena, «Fragments de la història de la filosofia», §13:
| « | Kant es va guiar per la veritat i sens dubte va sentir que darrere de cada fenomen s'amaga un ésser-en-si d'on aquest fenomen obté la seva existència. (…) Però es va comprometre a derivar-ho de la seva representació mitjançant l'addició de les seves lleis que ens són conegudes «a priori». No obstant això, només perquè són «a priori», no poden conduir a quelcom independent del fenomen o representació i diferent del mateix; i per això, per a aquest propòsit, hem de seguir un curs completament diferent. Les inconsistències en què es va veure implicat Kant a través del curs defectuós que va seguir en aquest sentit li van ser demostrades per G. E. Schultze, que en la seva manera ponderosa i difusa va exposar la qüestió primer de manera anònima en el seu Enesidemus... i després en el seu Critik der theoretischen Philosophie. | » |

### Mainländer
Philipp Mainländer adoptà una posició única que va elogiar Kant per trencar les regles de la seva pròpia filosofia per proclamar l'existència de la «cosa en si»:
| « | Ho va fer perquè no temia més que la possible al·legació que la seva filosofia sigui idealisme pur, que fa il·lusió de tot el món objectiu i li treu tota la realitat. Les tres observacions de la primera part dels Prolegòmens són, tenint això en compte, molt dignes de ser llegits. No puc condemnar aquesta gran inconseqüència. Era el menor dels dos mals, i Kant el va abraçar amb valentia. | » |